# Badamalos
Badamalos era una freguesia portuguesa del municipio de Sabugal, distrito de Guarda.

## Historia
Fue suprimida el 28 de enero de 2013, en aplicación de una resolución de la Asamblea de la República portuguesa promulgada el 16 de enero de 2013 al unirse con las freguesias de Aldeia da Ribeira y Vilar Maior, formando la nueva freguesia de Aldeia da Ribeira, Vilar Maior e Badamalos.